# Basil Liddell Hart
Sir Basil Henry Liddell Hart, (París, 31 d'octubre de 1895 - Marlow, Anglaterra, 29 de gener de 1970) va ser un historiador militar, escriptor i periodista britànic.
Va destacar per les seves aportacions en el camp teòric de l'ús militar del carro de combat (l'anomenada guerra cuirassada) en els anys 20 i 30, quan l'arma blindada era encara una novetat en els camps de batalla. Els seus estudis van influir en elaboracions per part de la Reichswehr i la Wehrmacht de la doctrina de la blitzkrieg que va permetre al Tercer Reich aconseguir la superioritat durant les primeres fases de la Segona Guerra Mundial a Europa.
En la segona postguerra mundial contribuí a elaborar el mite de Rommel i també el mite de la Wehrmacht de mans netes: en plena Guerra Freda hom optà per emblanquir (desnazificar) el passat immediat de l'exèrcit alemany, i oblidar-ne l'historial genocida, per tal de legitimar la creació d'un de nou, la Bundeswehr de la RFA, al bàndol de l'OTAN.